# Zagłębie różane
Zagłębie różane – nazwa zwyczajowo używana dla określenia okolic Puław i Końskowoli.
Od ponad 200 lat Pożóg słynie z uprawy róż. Pierwszy różany ogród założyła w Pożogu Izabela Czartoryska. Ponad połowa polskiej produkcji róż pochodzi z terenów gminy Końskowola. Szacuje się, że roczna produkcja krzewów różanych wynosi w tym rejonie około 6 mln sztuk rocznie.
Od 1998 co roku w Końskowoli odbywa się Święto Róży.